# Club Atlético Presidente Franco
El Club Atlético Presidente Franco (nombre antiguo: Club Cerro Porteño de Presidente Franco), es un club de fútbol de Paraguay, situado en la ciudad de Presidente Franco, en el departamento de Alto Paraná. Fue fundado el 12 de agosto de 1967 y sus partidos como local los juega en el estadio Cerro Porteño. Es el actual campeón del torneo de la División Intermedia, la segunda categoría del fútbol paraguayo.
En la temporada 2012 del fútbol paraguayo militará por primera vez en su historia en el torneo de División de Honor.
- Datos: Q5773246